# Mark W. Izard
Pour les articles homonymes, voir Izard (homonymie).
Mark Whitaker Izard, né le 25 décembre 1799 et mort en août 1866, est un homme politique démocrate américain. Il est gouverneur du territoire du Nebraska entre 1855 et 1857.

## Biographie
Mark Izard naît le 25 décembre 1799 à Lexington, dans le Kentucky, de l’union de Nicholas H. et Rebecca (Whitaker) Izard. Sa famille fait partie des premiers colons de la région de Huntsville, en Alabama, où il reçoit son éducation en école publique. En 1823, Izard épouse la fille de George Shackleford, originaire de Charleston, en Caroline du Sud. L'année suivante, il déménage sa famille vers la ville frontalière de Mount Vernon, en Arkansas. Au cours des années suivantes, il acquiert une quantité importante de terres et d'esclaves,.
Mark Izard sert au Conseil territorial de l'Arkansas et comme délégué à la Convention constitutionnelle de l'Arkansas en 1836. Il est membre du Sénat de l'Arkansas en 1836, puis de 1838 à 1840 et de 1850 à 1853, où il préside aussi le Sénat. Izard est également élu à la Chambre des représentants de l'Arkansas, dont il devient le président. En 1855, il est nommé gouverneur du Territoire du Nebraska, un poste qu'il occupe jusqu'en 1857. Il meurt en 1866 et est enterré à Forrest City, en Arkansas.

## Sources
- (en) Cet article est partiellement ou en totalité issu de l’article de Wikipédia en anglais intitulé « Mark W. Izard » (voir la liste des auteurs).